# Змінюється все. Капіталізм проти клімату
Змінюється все. Капіталізм проти клімату — книжка канадської соціологині та журналістки Наомі Кляйн.

## Успіх книги
Книжка стала не лише абсолютним бестселером, а й увійшла до сотні найважливіших книжок 2014-го року за версією New York Times. «Змінюється все» — переможець премії Hilary Weston Writers’ Trust у жанрі нон-фікшн.
На сьогодні існує документальний фільм з однойменною назвою, знятий за книгою. Тематика книги: економіка, нон-фікшн, політика, кліматичні зміни, природа, журналістське розслідування.
Авторка аналізує те, як великі корпорації та ідеологія вільного ринку блокують і без того непевні спроби боротися з кліматичними змінами. Більше того, Кляйн викриває та відверто критикує багатьох наших так званих рятівників — великі організації «зелених», які автор пов'язує з нафтовими компаніями; мільярдерів типу Річарда Бренсона, які, за її словами, більше обіцяють, ніж роблять. Книга для якнайширшого кола читачів, усіх, хто цікавиться політикою, економікою, екологією, майбутнім нашої планети та сучасною наукою.

## Українські переклади
- Кляйн, Наомі. Змінюється все. Капіталізм проти клімату.— Київ: Наш Формат, 2016—480 с. ISBN 978-617-7279-30-2